# Antonio de Mena y Zorrilla

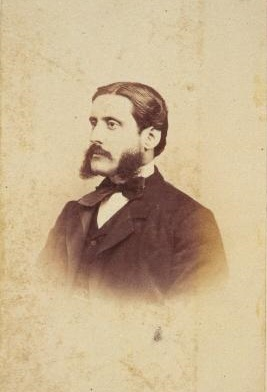
Antonio de Mena y Zorrilla, fotografía de J. Laurent. Museo de Historia de Madrid.

Antonio de Mena y Zorrilla (Sevilla, 1823-Madrid, 25.2.1895) fue un político conservador español. Diputado al Congreso de 1857 a 1866, reinando Isabel II, y en las primeras cortes de la Restauración —en las que actuó como ponente de la Constitución de 1876— hasta su renuncia al escaño en enero de 1878 para pasar al Senado en representación primero de la Universidad de Sevilla y desde 1891 como senador vitalicio. Doctor en Derecho por la Universidad de Sevilla, en 1892 ingresó como académico de número en la Real Academia de Ciencias Morales y Políticas.

## Biografía
Hijo de un médico sevillano que en 1861 abandonó la carrera de medicina tras enviudar para convertirse en capellán real de la catedral de Sevilla, Antonio de Mena nació el 15 de abril de 1821. Doctor en derecho y licenciado en Filosofía por la Universidad de Sevilla en 1846, el mismo año se inició como profesor auxiliar de matemáticas en la misma universidad, en la que también impartió clases de psicología y de algunas materias de derecho. En 1856, el mismo año en que contrajo matrimonio con la hija del político conservador Fernando Calvo-Rubio, se estableció como abogado en Madrid, tras alcanzar cierta notoriedad como defensor de El Padre Cobos, periódico satírico dirigido por Cándido Nocedal, denunciado por el gobierno por sus ataques al general Espartero y a Leopoldo O'Donnell.
Diputado por el distrito de Talavera de la Reina en 1857, desde 1858 —adscrito a la Unión Liberal— lo sería por los distritos de Alcoy primero y posteriormente de Carmona en 1866. Contrario a la insurrección, se alejó de la Unión Liberal y durante el Sexenio Democrático se mantuvo apartado de la política. Con la Restauración, integrado en el Partido Conservador de Antonio Cánovas del Castillo, fue designado miembro de la Comisión de Notables que debía redactar la nueva Constitución y resultó elegido diputado por el distrito de Montilla. Senador desde enero de 1878, entre sus numerosas intervenciones en la Cámara Alta destacan las que en 1881 lo enfrentaron al ministro de Fomento José Luis Albareda, al oponerse Mena a la Real Orden por la que se reponía en sus cátedras a Francisco Giner de los Ríos y los restantes profesores apartados de la docencia por el decreto Orovio, en línea con su actuación como director general de Instrucción Pública de 1876 a 1878, puesto desde el que en septiembre de 1876 emitió una circular para regular la asistencia de alumnos y profesores a las aulas, de las que, siguiendo sus instrucciones, debían quedar excluidas las enseñanzas políticas o antirreligiosas capaces de perturbar el orden.
En su carrera política ocupó también, entre otras, las direcciones generales de Establecimientos Penales (1863), de Correos (1864), de Propiedades y Derechos del Estado (1875); Consejero de Estado desde 1877 y fiscal del Tribunal Supremo de 1879 a 1881, publicó un Estudio sobre la extradición y los delitos políticos (Madrid, 1887), en el que rechazaba la inmunidad y sujeción a los procedimientos ordinarios de extradición para los delitos políticos de carácter revolucionario, que no debían encontrar hospitalidad en otros países. Su discurso de ingreso en la Real Academia de Ciencias Morales y Políticas (Examen crítico de la moral naturalista) fue contestado por Marcelino Menéndez Pelayo, a quien en su etapa de director general de Instrucción Pública había facilitado una beca para la ampliación de estudios en el extranjero.